# Gonzalo Sánchez de Lozada
Pour les articles homonymes, voir Lozada.
Gonzalo Sánchez de Lozada y Sánchez Bustamante, né le 1er juillet 1930, est un homme d'État bolivien. Surnommé familièrement Goni, il est président de la République à deux reprises, de 1993 à 1997 et de 2002 à 2003 en se présentant avec le Mouvement nationaliste révolutionnaire (MNR). Il provient par ailleurs de l'une des familles les plus riches du pays et est multimillionnaire.
Libéral, il est surnommé « le vendeur de la patrie », ou encore « el gringo ». Ses deux présidences sont marquées par la privatisation de plusieurs entreprises publiques et la réforme de plusieurs secteurs économiques. Lors de son deuxième mandat, il s'est déclenché la « guerre du gaz » en réaction aux nombreuses mesures qu'il tente d'imposer.

## Origines et jeunesse
Fils d'un exilé politique, Gonzalo Sánchez de Lozada vit avec sa famille aux États-Unis, précisément en Iowa, jusqu'à ce qu'il retourne en Bolivie à l'âge de ses 21 ans. Puis, durant les années 1950 et 1960, il fonde plusieurs entreprises, dont une qui deviendra l'une des plus grandes compagnies minières du pays.

## Débuts en politique
Son parcours politique débute lorsqu'il devient député pour le département de Cochabamba en 1979, avant de devenir sénateur puis président du Sénat national en 1985. Il est ensuite nommé ministre de la Planification au sein du gouvernement de Víctor Paz Estenssoro en 1986 et met en application une thérapie de choc pour tenter de contrer l'hyperinflation galopante de l'époque. Bien que les mesures mises en place permirent un ralentissement de l'inflation, celles-ci se voyaient accompagnées de licenciements massifs dans le secteur minier et de coupes dans les programmes sociaux.
Aux élections générales de 1989, il se présente comme candidat présidentiel avec le MNR. Bien qu'il remporte remporte le premier tour avec un résultat de 25,6 % des voix, les règles en vigueur prévoient que si aucun candidat ne remporte la majorité absolue, il revient au Congrès national de déterminer parmi les trois candidats ayant obtenu le meilleur score celui qui deviendra président de la République. Le Congrès vote donc pour Jaime Paz Zamora, ayant alors terminé troisième dans la course, afin d'assumer le rôle de président.

## Premier mandat (1993-1997)

### Élection
Sánchez de Lozada réussit néanmoins à voir sa candidature validée comme président de la République par un vote du Congrès lors des élections générales de 1993 où il avait remporté la première place sans toutefois obtenir la majorité absolue. Il devient donc président de son pays pour quatre ans en 1993 avec Víctor Hugo Cárdenas comme vice-président. 

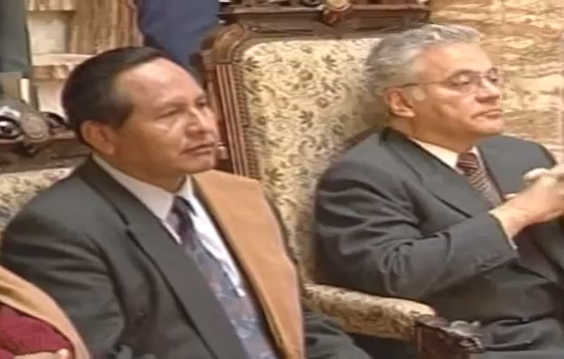
Sánchez de Lozada et le vice-président Víctor Hugo Cárdenas en 1993.

### Privatisations et réformes
Durant son premier mandat, il entreprend diverses réformes économiques qui prévoient notamment la capitalisation de plusieurs grandes entreprises publiques, ce afin de réduire les risques de corruption et d'augmenter les fonds de l'État. De cette manière, les compagnies publiques d'électricité, d'hydrocarbures, de téléphone, aérienne et ferroviaire ont été privatisées. Ces privatisations étaient controversées, car elles étaient vues comme un transfert du contrôle de ces entreprises vers des intérêts étrangers. De plus, le partage des revenus obtenus par l'État bolivien au sein de la population ne s'est pas produit et d'importantes augmentations des coûts d'électricité se sont produites.

Ses velléités de réformer l'exploitation minière et l'opposition qui s'ensuit avec la Centrale ouvrière bolivienne le conduit à ordonner l'arrestation de 300 de ses membres et à déclarer l'état d'urgence pendant 90 jours, le 19 avril 1995, alors que des enseignants observaient une grève afin d'obtenir de meilleurs salaires. La situation ne s'est toutefois pas réglée et dix mineurs sont tués par les forces de l'ordre dans une altercation en décembre 1996.   

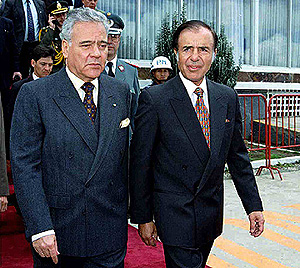
Sánchez de Lozada et le président argentin Carlos Menem en 1996.

Le président Sánchez de Lozada rédige également des amendements à la Constitution bolivienne de 1967 qui prévoient la création de nouvelles institutions comme la Cour constitutionnelle, le Conseil de la magistrature et le Défenseur du peuple. De ce fait même, les mandats présidentiel et législatif sont prolongés de quatre à cinq ans et une nouvelle loi électorale entraîne l'élection d'une moitié de la députation de la Chambre des députés par scrutin majoritaire uninominal.  
Il entame aussi lors de son premier mandat des discussions visant la privatisation du système d'alimentation en eau de la ville de Cochabamba qui se conclut toutefois lors de la présidence de Hugo Banzer Suárez (1997-2001),.

## Deuxième mandat (2002-2003)

### Élection et poursuite des réformes
Sánchez de Lozada obtient 22,46 % des voix aux élections générales du 30 juin 2002. Après une campagne difficile, il devient président pour la deuxième fois de sa carrière politique à la suite d'alliances politiques avec le Mouvement de gauche révolutionnaire (MIR) et l'Unité civique de solidarité (UCS), entre autres, qui lui ont permis de remporter le vote du Congrès servant à déterminer qui assumera la présidence. Au cours de la campagne, plusieurs membres de l'administration Bush avaient menacé d’imposer des sanctions à la Bolivie si le candidat de gauche, Evo Morales, était élu.
Dès son retour en poste, Sánchez de Lozada continue ses réformes économiques en privatisant des entreprises publiques et en augmentant les impôts des salariés, ce qui entraîne des conflits sociaux importants durant toute l'année 2003. De nombreux affrontements entre l'armée et les manifestants se produisent. En février 2003, 34 personnes sont abattues par l’armée et plus de 200 blessées dans des manifestations contre la création d’un impôt sur les bas salaires.

### Guerre du gaz et démission
Les intentions du gouvernement de faire exploiter le gaz naturel de la région de Tarija par un consortium étranger et de le faire exporter via un port chilien ravivent les conflits en septembre 2003,. Dans la population, il se dessinait une profonde méfiance quant au fait que les revenus des exportations de gaz, qui allaient sans aucun doute rapporter d'énormes profits à des sociétés étrangères, finiraient par faire bénéficier les Boliviens de meilleures conditions de vie. Au cours du mois, les affrontements entre la population, les forces policières et l'armée se multipliaient tout comme les manifestations, les grèves et les barrages routiers. Les appels à la démission de Sánchez de Lozada se faisaient de plus en plus nombreux, et ce de la part de plusieurs secteurs sociaux et groupes communautaires.
Face à une instabilité grandissante, Sánchez de Lozada est confronté le 13 octobre 2003 au retrait du soutien de son vice-président, Carlos Mesa qui invoque des raisons de conscience et à la démission du ministre du Développement économique, Jorge Torres Wafer, qui n'approuve pas le recours à l'armée contre les manifestations. La répression des manifestations contre la privatisation des ressources naturelles porte alors à une soixantaine le nombre de morts et à des centaines le nombre de blessés.
Le 17 octobre 2003, Manfred Reyes Villa, chef du parti Nouvelle force républicaine, un adversaire politique de Sánchez de Lozada lors des élections de 2002 qui finit par se rallier à lui, décide de retirer ses ministres du gouvernement afin de ne plus faire partie d'un « plus grand massacre » et lui demande de démissionner au regard de « la souffrance qui frappe la population ». Ce qui arriva le jour même, où après une lettre envoyée aux membres du Congrès national, Sánchez de Lozada part hélicoptère avec sa famille et quelques dirigeants politiques vers l'aéroport d'El Alto d'où il s'exile vers les États-Unis. Le Congrès accepte sa démission et nomme le vice-président, Carlos Mesa, président constitutionnel du pays.

## Après la politique

### Fuite et poursuites boliviennes
Sánchez de Lozada se réfugie aux États-Unis pour échapper aux procès concernant sa responsabilité dans les massacres. En 14 octobre 2004, après plusieurs pressions populaires, le Congrès national approuve par 126 voix pour, 13 contre et une abstention l'autorisation de la Cour suprême d'engager une action pour déterminer la responsabilité contre l'ancien président et les membres de son cabinet pour la violation de droits et garanties constitutionnels durant la guerre du gaz. Le 21 février 2005, des accusations formelles de génocide sont déposées contre Sánchez de Lozada, son ministre de la Défense ainsi que son ministre de l'Intérieur pour leur implication dans la répression des émeutes d'octobre 2003. Devant son refus de répondre de ses actes, un mandat est émis contre l'ancien président, le 18 décembre 2006, mais le ministère de la Justice des États-Unis n'informe pas le principal intéressé. Le 16 janvier 2007, la Cour suprême déclare Sánchez de Lozada et deux de ses anciens ministres par contumace.

### Poursuites aux États-Unis
Des années plus tard, il est en outre reconnu coupable avec son ministre de la Défense en avril 2018 par une cour de justice de Floride et condamné à payer dix millions de dollars d'indemnisation aux familles des victimes qui s'étaient portées partie civile. Ce verdict rendu par un jury est par la suite annulé par le tribunal qui lui substitue son propre jugement dû à des preuves insuffisantes. Ce deuxième jugement sera annulé le 3 août 2020 par une cour d'appel de district (en) qui estime que la cour de première instance a abusé de son pouvoir discrétionnaire,,. Le jugement est finalement confirmé en avril 2021.